# Nizar Khalfan
Nizar Khalfan est un footballeur tanzanien évoluant au poste de milieu de terrain avec la sélection de la Tanzanie. Il a joué avec les Vancouver Whitecaps en MLS pendant trois saisons.

## Biographie

### En club
Nizar commence le football dans sa ville natale de Mtwara avant de rejoindre le club de Mtibwa Sugar. Après un détour par les championnats koweïtien et libanais il est de retour au pays au Moro United.
Le 22 août 2009, il signe au Vancouver Whitecaps en Première division de la USL (deuxième division nord-américaine). Il s'impose petit à petit en Colombie-Britannique et prolonge son contrat en 2010 pour suivre le club dans son accession à l'élite nord-américaine en MLS.
Le 23 novembre 2011, Khalfan est libéré et soumis au ballotage par les Caps. Il est repêché par l'Union de Philadelphie qui finit à leur tour par le libérer, trois mois plus tard, juste avant le début de la saison 2012.

### Carrière internationale
Khalfan débute en sélection à l'âge de 18 ans à l'occasion des phases qualificatives à la Coupe du monde 2010.